# Општина Чиприан Порумбеску (Сучава)
Чиприан Порумбеску (рум. Ciprian Porumbescu) општина је у Румунији у округу Сучава.
Oпштина се налази на надморској висини од 392 m.

## Становништво

### Хронологија
| Година       | 2004 | 2005 | 2006 | 2007 | 2008 | 2009 | 2010 | 2011 | 2012 | 2013 | 2014 | 2015 | 2016 | 2017 |
| ------------ | ---- | ---- | ---- | ---- | ---- | ---- | ---- | ---- | ---- | ---- | ---- | ---- | ---- | ---- |
| Становништво | 2210 | 2254 | 2256 | 2254 | 2269 | 2242 | 2252 | 2218 | 2201 | 2174 | 2175 | 2172 | 2177 | 2168 |